# 베르귄
베르귄/브라보잉(독일어: Bergün, 로만슈어: Bravuogn (도움말·정보), Brauégn)은 스위스 그라우뷘덴주의 알불라 지구에 있는 마을이자, 이전 시정촌이다. 이중 이름(독일어/로만슈어)은 1943년부터 공식 이름이 되었다. 2018년 1월 1일 베르귄과 필리주어의 이전 지자체는 베르귄 필리주어의 새로운 지자체로 병합되었다.

## 역사
베르귄은 1209년에 de Bregonio로 처음 언급되었다.

## 지리
베르귄의 면적은 2006년 기준으로 145.6 k㎡이다. 이 면적 중 21.4%는 농업용으로 사용되며, 20.4%는 산림이다. 나머지 토지 중 0.8%는 정착지(건물 또는 도로)이고, 나머지(57.5%)는 비생산적(강, 빙하 또는 산)이다.
2017년 이전에 시정촌은 알불라 지역의 베르귄 준구에 위치했으며, 2017년 이후 알불라 지역의 일부였다. 그것은 알불라강과 알불라 고개 도로를 따라 위치해 있다. 라이 다 라베쉬(Lai da Ravais-ch)는 마을 안에 있다.
베르귄은 선형 마을과 라취(강 위의 오른쪽 테라스에 있음) 및 스툴(Stugl/Stuls)의 정착지로 구성된다. 라취는 1912년에 시정촌에 합류했고 스툴은 1920년에 합류했다. 스툴에서 알불라 통과를 향하는 프레다의 정착지는 1898년과 1903년 사이에 알불라 철도 터널이 건설되었을 때 임시 마을이 된 프레다의 정착지를 찾을 수 있다. 라이 다 팔루오냐, 산 호수는 프레다와 알불라 고개 사이에 있다. 1943년까지 베르귄/브라보잉은 베르귄으로 알려졌다.

## 인구통계
2020년 12월 31일 기준, 베르귄의 인구는 480명이다. 2008년 기준으로 인구의 11.1%가 외국인으로 구성되어 있다. 지난 10년 동안 인구는 -10.2%의 비율로 감소했다.
2007년 연방 선거에서 가장 인기 있는 정당은 41.9%의 득표율을 기록한 SVP였다. 다음으로 가장 인기 있는 3개 정당은 SPS (31.6%), FDP (19.1%) 및 CVP (6.3%)였다.
전체 스위스 인구는 일반적으로 교육 수준이 높다. 베르귄에서는 인구의 약 74.6%(25-64세 사이)가 필수가 아닌 고등교육 또는 추가 고등교육(대학 또는 응용학문대학)을 완료했다.
베르귄의 실업률은 1.48%이다. 2005년 현재 1차 경제 부문에 59명이 고용되어 있으며, 이 부문에 약 12개 기업이 참여하고 있다. 58명이 2차 부문에 고용되어 있고, 이 부문에 11개의 기업이 있다. 153명이 3차 부문에 고용되어 있으며, 이 부문에는 36개의 기업이 있다.
2000년 기준으로 인구의 성별 분포는 남성 56.4%, 여성 43.6%였다. 2000년 현재 베르귄의 연령 분포는 다음과 같다. 인구의 10.2%인 53명이 0세에서 9세 사이이다. 36명(6.9%)은 10~14세, 38명(7.3%)은 15~19세이다. 성인 인구 중 62명(인구의 11.9%)이 20~29세이다. 77 명 또는 14.8 %는 30 ~ 39세, 81명 또는 15.6 %는 40 ~ 49세, 56명 또는 10.8%는 50 ~ 59세이다. 노인 인구 분포는 45명 또는 인구의 8.7 %가 60 ~ 69세이다. 70~79세는 38명(7.3%), 80~89세는 28명(5.4%), 90~99세는 5명(1.0%), 100세 이상은 1명(0.2%)이다.
역사적 인구는 다음 표에 나와 있다.
| 년도 | 인구  |
| ---- | ----- |
| 1571 | 542   |
| 1803 | 495   |
| 1850 | 637   |
| 1900 | 1,537 |
| 1950 | 608   |
| 1970 | 451   |
| 1980 | 459   |
| 1990 | 480   |
| 2000 | 715   |

## 언어
2000년 인구 조사에서 주민들은 다음 언어를 사용한다고 주장했다: 독일어 83.9%, 로만슈어 10.6%, 이탈리아어 3.1%. 로만슈어 화자들은 그들만의 방언을 가지고 있으며, 푸테 말을 쓴다. 19세기까지 이곳의 인구 대부분(1880년 현재 80.4%)의 공용어였다. 그러나 로만슈어는 빠르게 입지를 잃었다(1910년 현재 57.62%). 그 후, 그 과정은 제2차 세계 대전까지 안정화 되었다(1941년 현재, 여전히 53.6%가 로만슈어 사용). 그 이후로 로만슈어의 손실은 가속화되었다.
| 베르귄/브라보잉의 언어 |             |             |             |             |             |             |
| 언어                   | 1980 Census | 1980 Census | 1990 Census | 1990 Census | 2000 Census | 2000 Census |
| 언어                   | 수          | 비율        | 수          | 비율        | 수          | 비율        |
| 독일어                 | 251         | 54.68%      | 350         | 72.92%      | 436         | 83.85%      |
| 로만슈어               | 158         | 34.42%      | 101         | 21.04%      | 55          | 10.58%      |
| 이탈리아어             | 40          | 8.71%       | 21          | 4.38%       | 16          | 3.08%       |
| 인구                   | 459         | 100%        | 480         | 100%        | 520         | 100%        |

## 국가중요문화재
시립 교회와 헛간이 있는 차사 예나취는 국가적으로 중요한 유산으로 지정되어 있다.
엘라 파르크의 공원 지역은 알불라 계곡 전체를 포함하며 등산객을 때묻지 않은 풍경으로 초대한다. 장크트모리츠로 가는 알불라 철도가 건설된 후 국제 관광에 참여하려는 베르귄 사람들의 희망은 발전되지 않았고, 그래서 쿠르하우스 베르귄은 1905/06년에 지어진 유일한 호텔로 남아 마을을 다소 때묻지 않은 상태로 유지했다.
알불라 철도는 2008년 유네스코 세계 문화 유산으로 지정되었다. 지역 기차역에서 알불라 철도 박물관을 유지하고 있다. 박물관은 알불라 라인의 건설을 문서화한다.

## 교통
베르귄/브라보잉역(래티셰 철도)은 마을 북쪽에 있다. 포스트버스도 베르귄을 통해 버스를 운행한다.